# Daniele Perenzoni
Daniele Perenzoni (Rovereto, 16 agosto 1988) è un arbitro di calcio italiano.

## Carriera
Appartiene alla sezione AIA di Rovereto.
Ha iniziato ad arbitrare nel 2010, arrivando nella Commissione Interregionale nel 2013 e venendo promosso in Serie D l'anno successivo.
Dopo essere approdato in Lega Pro nel 2018, il 12 giugno 2022 viene scelto per dirigere la finale di ritorno dei Playoff di Serie C tra  Palermo e Padova che ha sancito la promozione dei siciliani in serie B.
Il 1º luglio 2022 viene promosso in C.A.N., diventando così il primo arbitro della sezione di Rovereto ad arrivare in Serie A. Esordisce il 14 agosto 2022 in Serie B nella gara Spal-Reggina terminata 1-3.
Esordisce in serie A  il 9 ottobre 2022, in occasione della partita Monza-Spezia, terminata 2-0.
Il 18 dicembre 2024 dirige allo Gewiss Stadium il match degli ottavi di finale della Coppa Italia Frecciarossa 2024-2025  Atalanta-Cesena.
Il 27 aprile 2025 dirige per la prima volta in carriera la Juventus allo Juventus Stadium arbitrando Juventus - Monza che termina con il risultato di 2-0. Al 46 del primo tempo espelle il giocatore turco Kenan Yildiz reo di aver colpito con una gomitata Alessandro Bianco del Monza.